# Liste du patrimoine culturel du Québec
Cette liste du patrimoine culturel du Québec comprend les biens patrimoniaux protégés ou valorisés par la loi sur le patrimoine culturel du Québec. 

## Patrimoine québécois
En 1922, le Québec se dotait d'une loi sur les biens culturels et devenait la première province canadienne à assurer la protection de son patrimoine culturel. Depuis, au-delà de 2500 œuvres d'art, biens, monuments et sites historiques ont été préservés.

## Patrimoine immobilier par région
- Abitibi-Témiscamingue
- Bas-Saint-Laurent
- Capitale-Nationale
- Centre-du-Québec
- Chaudière-Appalaches
- Côte-Nord
- Estrie
- Gaspésie–Îles-de-la-Madeleine
- Lanaudière
- Laurentides
- Laval
- Mauricie
- Montérégie
- Montréal (région administrative)
- Nord-du-Québec
- Outaouais
- Saguenay–Lac-Saint-Jean

### Patrimoine immobilier dans plusieurs régions
| Bien patrimonial      | Illustration | Adresse                                                   | Coordonnées                         | No     | Constr. | Catégorie               | Rec. | Notes |
| --------------------- | ------------ | --------------------------------------------------------- | ----------------------------------- | ------ | ------- | ----------------------- | ---- | ----- |
| Fleuve Saint-Laurent  | (Canada).    |                                                           | 49° 40′ 00″ nord, 64° 30′ 00″ ouest | 204378 |         | Lieu historique désigné | 2017 |       |
| Rivière des Outaouais | (Canada).    | Abitibi-Témiscamingue, Laurentides, Montérégie, Outaouais | 45° 20′ 29″ nord, 73° 57′ 31″ ouest | 204389 |         | Lieu historique désigné | 2017 |       |

## Personnages et événements historiques
Voici les événements historiques désignés par le Ministre de la Culture et des Communications;
- 1608: Fondation de Québec[1];
- 1615: Arrivée des Récollets en Nouvelle-France[2];
- 1639: Arrivée des Augustines en Nouvelle-France[3];
- 1639: Arrivée des Ursulines en Nouvelle-France[4];
- 1639-1673: Arrivée des Filles du roi en Nouvelle-France[5];
- 1642: Fondation de Montréal[6];
- 1663: Fondation du Séminaire de Québec[7];
- 1663: Première séance du Conseil souverain de la Nouvelle-France[8];
- 1664: Fondation de la paroisse de Notre-Dame-de-Québec[9];
- 1665: Arrivée du régiment de Carignan-Salières en Nouvelle-France[10];
- 1837: Arrivée de la Société des vingt-et-un au Saguenay[11];
- 1870; Fondation de la Police provinciale de Québec[12];
- 1915: Fondation des Cercles de Fermières du Québec[13];
- 1944: Création d'Hydro-Québec[14];
- 1945: Parution du roman Bonheur d'occasion de Gabrielle Roy[15];
- 1945: Parution du roman Le Survenant de Germaine Guèvremont[16];
- 1946: Saison de Jackie Robinson avec les Royaux de Montréal[17];
- 1962: Réalisation du film documentaire Pour la suite du monde[18];
- 1966: Parution du roman L'avalée des avalés de Réjean Ducharme[19];
- 1967: Tenue de l'Exposition universelle de Montréal de 1967[20];
- 1975 : Embauche de la première policière du Québec, Nicole Juteau[21]

## Patrimoine mobilier
- Liste du patrimoine mobilier du Québec